# شهرستان لینگشان
شهرستان لینگشان (به لاتین: Lingshan County) یک منطقهٔ مسکونی در چین است که در چینژوو واقع شده‌است. شهرستان لینگشان ۳٬۵۵۰ کیلومتر مربع مساحت و ۱٬۳۶۰٬۰۰۰ نفر جمعیت دارد و ۶۳ متر بالاتر از سطح دریا واقع شده‌است.